# Nicolas Hassbjer
Nicolas Hampus Åke Hassbjer, född 11 juni 1967 i Malmö, är en svensk entreprenör och företagsledare som grundat HMS Networks (Hassbjer Micro Systems). Han byggde under 25 år upp HMS till ett internationellt företag inom Internet of Things.

## Biografi
Nicolas Hassbjer studerade efter tekniskt gymnasium i Trelleborg datorsystemteknik på Högskolan i Halmstad, där han tog en examen i datorsystemteknik med inriktning mekatronik.
Han grundade 1988 HMS Networks (Hassbjer Micro Systems AB) på basis av sitt examensarbete. Hassbjer var VD för HMS till 2009 och blev därefter vice styrelseordförande. Efter det att Hassbjer lämnat HMS, har han varit verksam som styrelseproffs och investerare genom sitt bolag Tequity AB.

## Utmärkelser
- 2007 – Entrepreneur of the Year, Årets stjärnskott i Sverigefinalen[4]
- 2011 – Teknologie hedersdoktor i Informationsteknologi vid Högskolan i Halmstad